# Ункафов куп нација 2007.
Ункафов куп нација 2007. био је девети по реду Ункафов Куп нација, првенство Централне Америке за фудбалске тимове мушких националних савеза. Организовао га Фудбалски савез Централне Америке (УНКАФ), а одржан је у Салвадору од 8. до 18. фебруара 2007. године.
Турнир је такође послужио као квалификациони процес за Златни куп Конкакафа 2007.
Костарика је победила на турниру извођењем једанаестераца после нерешеног 1 : 1 са Панамом у финалу. Костарики је то била шеста титула од девет одиграних турнира. Панама је по први пут стигла до финала Ункафа.

## Земље учеснице
За турнир у Салвадору 2007. године, Ункаф је први пут од оснивања турнира 1991. године, размотрио могућност да учествују национални тимови изван Централне Америке. Организација је била у преговорима са Мексиком и Венецуелом за учешће. На крају се то није догодило и турнир (званично наведен као Ункафов куп нација Дигицел) је настављен са само седам чланова Ункафаа.
Тимови који учествују укључују седам чланова Ункафа:
- Белизе
- Костарика
- Салвадор
- Гватемала
- Хондурас
- Никарагва
- Панама

## Град и стадион
| Сан Салвадор | Сан Салвадор      |
| ------------ | ----------------- |
| Сан Салвадор | Стадион Кускатлан |
| Сан Салвадор | Капацитет: 53.400 |
| Сан Салвадор |                   |

## Групна фаза

### Група А
| Репрезентација | Бод | Ута | Поб | Нер | Изг | ГД | ГП | ГР |
| -------------- | --- | --- | --- | --- | --- | -- | -- | -- |
| Салвадор       | 7   | 3   | 2   | 1   | 0   | 4  | 2  | +2 |
| Гватемала      | 7   | 3   | 2   | 1   | 0   | 2  | 0  | +2 |
| Никарагва      | 3   | 3   | 1   | 0   | 2   | 5  | 5  | 0  |
| Белизе         | 0   | 3   | 0   | 0   | 3   | 3  | 7  | -4 |

| Гватемала           | 1 : 0 | Никарагва |
| ------------------- | ----- | --------- |
| Карлос Квињонез 29’ |       |           |

| Салвадор                                       | 2 : 1 | Белизе              |
| ---------------------------------------------- | ----- | ------------------- |
| Хуан Дијаз Родригез 25’ · Елисео Кинтаниља 55’ |       | Дерис Бенавидес 64’ |

| Белизе | 0 : 1 | Гватемала                 |
| ------ | ----- | ------------------------- |
|        |       | Густаво Адолфо Кабрера 8’ |

| Салвадор                  | 2 : 1 | Никарагва         |
| ------------------------- | ----- | ----------------- |
| Елисео Кинтаниља 16’, 65’ |       | Самуел Вилсон 53’ |

| Никарагва                                        | 4 : 2 | Белизе               |
| ------------------------------------------------ | ----- | -------------------- |
| Емилио Палациос 12’, 20’, 68’ · Милтон Бусто 28’ |       | Деон Меколи 25’, 34’ |

| Салвадор | 0 : 0 | Гватемала |
| -------- | ----- | --------- |
|          |       |           |

### Група Б
| Репрезентација | Бод | Ута | Поб | Нер | Изг | ГД | ГП | ГР |
| -------------- | --- | --- | --- | --- | --- | -- | -- | -- |
| Панама         | 4   | 2   | 1   | 1   | 0   | 2  | 1  | +1 |
| Костарика      | 3   | 2   | 1   | 0   | 1   | 3  | 2  | +1 |
| Хондурас       | 1   | 2   | 0   | 1   | 1   | 2  | 4  | -2 |

| Костарика                                       | 3 : 1 | Хондурас          |
| ----------------------------------------------- | ----- | ----------------- |
| Роландо Фонсека 4’, 70’ · Леонардо Гонзалез 46’ |       | Емил Мартинез 58’ |

| Хондурас                  | 1 : 1 | Панама            |
| ------------------------- | ----- | ----------------- |
| Убалдо Гардија 26’ (а.г.) |       | Карлос Ривера 80’ |

| Панама             | 1 : 0 | Костарика |
| ------------------ | ----- | --------- |
| Алберто Бланко 87’ |       |           |

## Утакмица за пето место
| Никарагва         | 1 : 9 | Хондурас |
| ----------------- | ----- | --- |
| Самуел Вилсон 31’ |       | Хаиро Мартинез 3’ · Вилмер Веласкез 6’, 27’, 37’, 39’ (пен.) · Саул Мартинез 68’, 80’, 84’ · Карлос Мехија 78’ |

- Хондурас се пласирао за Конкакафов златни куп 2007.

## Полуфинале
| Панама                                         | 2 : 0 | Гватемала |
| ---------------------------------------------- | ----- | --------- |
| Рикардо Филипс 50’ · Фелипе Балој 90+2’ (пен.) |       |           |

| Салвадор | 0 : 2 | Костарика                              |
| -------- | ----- | -------------------------------------- |
|          |       | Харолд Валас 11’ · Роландо Фонсека 13’ |

- Сви полуфиналисти су се квалификовали за Конкакафов златни куп 2007.

## Утакмица за треће место
| Гватемала             | 1 : 0 | Салвадор |
| --------------------- | ----- | -------- |
| Клаудио Албизурис 82’ |       |          |

## Финале
| Панама                                              | 1 : 1 | Костарика                                                           |
| --------------------------------------------------- | ----- | ------------------------------------------------------------------- |
| Луис Техада 36’                                     |       | Курт Бернард 85’                                                    |
| Пенали                                              |       |                                                                     |
| Фелипе Балој · Виктор Ерера Пигот · Роландо Ескобар | 1 : 4 | Волтер Сентено · Роландо Фонсека · Карлос Ернандез · Мајкл Барантес |

| Панама | Костарика |

## Достигнућа
| Најбољи играч | Победник Ункафовог купа нација 2007. Костарика 6° титула | Најбољи стрелац Вилмер Веласкез (4 гола) |

- Костарика,  Салвадор,  Гватемала и  Панама су се квалификовали за Конкакафов златни куп 2007.